# 5. Reserve-Division (Deutsches Kaiserreich)
Die 5. Reserve-Division war ein Großverband der Preußischen Armee im Ersten Weltkrieg.

## Gliederung

### Kriegsgliederung bei Mobilmachung 1914
- 9. Reserve-Infanterie-Brigade
  - Reserve-Infanterie-Regiment Nr. 8
  - Reserve-Infanterie-Regiment Nr. 48
- 10. Reserve-Infanterie-Brigade
  - Reserve-Infanterie-Regiment Nr. 12
  - Reserve-Infanterie-Regiment Nr. 52
  - Reserve-Jäger-Bataillon Nr. 3
- Reserve-Dragoner-Regiment Nr. 2
- Reserve-Feldartillerie-Regiment Nr. 5
- 4. Kompanie/Pionier-Bataillon von Rauch (1. Brandenburgisches) Nr. 3

### Kriegsgliederung vom 9. April 1918
- 9. Reserve-Infanterie-Brigade
  - Reserve-Infanterie-Regiment Nr. 8
  - Reserve-Infanterie-Regiment Nr. 12
  - Reserve-Infanterie-Regiment Nr. 48
  - 5. Eskadron/Dragoner-Regiment „von Bredow“ (1. Schlesisches) Nr. 4
- Artillerie-Kommandeur Nr. 90
  - Reserve-Feldartillerie-Regiment Nr. 5
  - 11. Bataillon/Reserve-Fußartillerie-Regiment Nr. 17
- Pionier-Bataillon Nr. 305
- Divisions-Nachrichten-Kommandeur Nr. 405

## Gefechtskalender

### 1914
- 23. August bis 26. September --- Sicherung gegen Antwerpen
- 27. September bis 9. Oktober --- Belagerung von Antwerpen
- 10. Oktober --- Besetzung von Antwerpen
- 10. bis 17. Oktober --- Verfolgunggefechte in Flandern
- 18. Oktober bis 30. November --- Schlacht an der Yser
- 1. bis 5. Dezember --- Transport nach dem Osten
- 6. bis 17. Dezember --- Schlacht bei Lowicz-Sanniki
- ab 18. Dezember --- Schlacht an der Rawka-Bzura

### 1915
- bis 16. Juli --- Schlacht an der Rawka-Bzura
- 17. Juli bis 5. August --- Kämpfe um Warschau
- 8. bis 18. August --- Verfolgungskämpfe zwischen Weichsel und Bug
- 19. bis 24. August --- Schlacht an der Pulwa-Nurzec
- 25. bis 31. August --- Verfolgungskämpfe an der Bialowieska-Puszcza
- 1. bis 12. September --- Kämpfe an der Jasiolda und an der Zelwianka
- 13. bis 18. September --- Schlacht bei Slonim
- 19. bis 24. September --- Kämpfe an der oberen Schtschara-Serwetsch
- ab 25. September --- Stellungskämpfe an der Schtschara-Serwetsch

### 1916
- bis 4. Mai --- Stellungskämpfe an der Schtschara-Serwetsch
- 16. April bis 19. Juni --- Reserve der OHL bei der 9. und 12. Armee
- 20. Juni bis 3. Juli --- Stellungskämpfe in den Pripet-Sümpfen
- 3. bis 29. Juli --- Schlacht von Baranowitschi
- 3. Juli bis 31. Dezember --- Stellungskämpfe an der oberen Schtschara-Serwetsch

### 1917
- 1. Januar bis 14. April --- Stellungskämpfe an der oberen Schtschara-Serwetsch
- 9. bis 15. April --- Transport nach dem Westen
- 15. bis 21. April --- Reserve der OHL
- 21. April bis 26. Mai --- Stellungskämpfe auf den Maashöhen bei Combres, Les Eparges, an der Grande-Tranchée-de-Calonne
- 25. bis 27. Mai --- Doppelschlacht an der Aisne und in der Champagne
- 28. Mai bis 23. Oktober --- Stellungskämpfe am Chemin des Dames
- 24. Oktober bis 2. November --- Nachhutkämpfe an und südlich der Ailette
- ab 3. November --- Stellungskämpfe nördlich der Ailette

### 1918
- bis 20. März --- Stellungskämpfe nördlich der Ailette
- 21. März bis 9. April --- Große Schlacht in Frankreich
- 11. April bis 8. Juni --- Kämpfe an der Avre, bei Montdidier und Noyon
- 9. Juni bis 22. Juli --- Kämpfe an der Avre und Matz
  - 9. bis 13. Juni --- Schlacht bei Noyon
- 23. bis 25. Juli --- Abwehrschlacht zwischen Soissons und Reims
- 26. Juli bis 3. August --- Bewegliche Abwehrschlacht zwischen Marne und Vesle
- 4. bis 16. August --- Stellungskämpfe zwischen Oise und Aisne
- 17. August bis 4. September --- Abwehrschlacht zwischen Oise und Aisne
- 9. bis 27. September --- Kämpfe vor und in der Siegfriedstellung
- 28. September bis 9. Oktober --- Stellungskämpfe nördlich der Ailette
- 10. Oktober bis 4. November --- Kämpfe vor und in der Hermannstellung
- 5. bis 11. November --- Rückzugskämpfe vor der Antwerpen-Maas-Stellung
- ab 12. November --- Räumung des besetzten Gebietes und Marsch in die Heimat

## Kommandeure
| Dienstgrad            | Name                   | Datum                               |
| --------------------- | ---------------------- | ----------------------------------- |
| Generalmajor          | Richard Voigt          | 02. August bis 25. Dezember 1914    |
| Generalmajor          | Max von Diringshofen   | 26. Dezember 1914 bis 18. Juni 1916 |
| Generalmajor          | Wilhelm von Woyna      | 19. Juni bis 28. Dezember 1916      |
| Generalleutnant z. D. | Friedrich von Auwärter | 14. April 1917 bis 9. Februar 1919  |